# Denis Cyr
Pour les articles homonymes, voir Cyr.
Denis Cyr (né le 4 février 1961 à Verdun, dans la province de Québec au Canada) est un joueur professionnel canadien de hockey sur glace.

## Carrière
Joueur prolifique au niveau junior, il a été sélectionné en 1980 par les Flames de Calgary. À deux reprises, il marqua 70 buts en une saison dans la Ligue de hockey junior majeur du Québec. À sa quatrième saison dans cette ligue, il marqua 50 buts en 57 parties mais il termina la saison avec les Flames.
Malgré ses prouesses au niveau junior, il ne parvint pas à se tailler un poste permanent dans la Ligue nationale de hockey. En sept saisons chez les professionnels, ils évoluent avec trois clubs de la LNH pour un grand total de 84 points (41 buts et 43 assistances). Il joue sa dernière saison avec les Rivermen de Peoria de la Ligue internationale de hockey en 1986-87.

## Statistiques

### En club
| Saison     | Équipe                 | Ligue      |     | Saison régulière | Saison régulière | Saison régulière | Saison régulière | Saison régulière |    | Séries éliminatoires | Séries éliminatoires | Séries éliminatoires | Séries éliminatoires | Séries éliminatoires |
| Saison     | Équipe                 | Ligue      | PJ  | B                | A                | Pts              | Pun              | PJ               | B  | A                    | Pts                  | Pun                  |                      |                      |
| 1977-1978  | Junior de Montréal     | LHJMQ      | 72  | 46               | 55               | 101              | 25               | -                | -  | -                    | -                    | -                    |                      |                      |
| 1978-1979  | Junior de Montréal     | LHJMQ      | 72  | 70               | 56               | 126              | 61               | 11               | 7  | 5                    | 12                   | 26                   |                      |                      |
| 1979-1980  | Junior de Montréal     | LHJMQ      | 70  | 70               | 76               | 146              | 61               | 10               | 10 | 13                   | 23                   | 6                    |                      |                      |
| 1980-1981  | Junior de Montréal     | LHJMQ      | 57  | 50               | 40               | 90               | 53               | 7                | 6  | 6                    | 12                   | 37                   |                      |                      |
| 1980-1981  | Flames de Calgary      | LNH        | 10  | 1                | 4                | 5                | 0                | -                | -  | -                    | -                    | -                    |                      |                      |
| 1981-1982  | Stars d'Oklahoma City  | LCH        | 14  | 10               | 4                | 14               | 16               | -                | -  | -                    | -                    | -                    |                      |                      |
| 1981-1982  | Flames de Calgary      | LNH        | 45  | 12               | 10               | 22               | 13               | -                | -  | -                    | -                    | -                    |                      |                      |
| 1982-1983  | Flames de Calgary      | LNH        | 11  | 1                | 1                | 2                | 0                | -                | -  | -                    | -                    | -                    |                      |                      |
| 1982-1983  | Black Hawks de Chicago | LNH        | 41  | 7                | 8                | 15               | 2                | 1                | 0  | 0                    | 0                    | 0                    |                      |                      |
| 1983-1984  | Indians de Springfield | LAH        | 17  | 4                | 13               | 17               | 11               | 3                | 0  | 0                    | 0                    | 0                    |                      |                      |
| 1983-1984  | Black Hawks de Chicago | LNH        | 46  | 12               | 13               | 25               | 19               | -                | -  | -                    | -                    | -                    |                      |                      |
| 1984-1985  | Rivermen de Peoria     | LIH        | 62  | 26               | 51               | 77               | 28               | 20               | 18 | 14                   | 32                   | 14                   |                      |                      |
| 1984-1985  | Blues de Saint-Louis   | LNH        | 9   | 5                | 3                | 8                | 0                | 3                | 0  | 0                    | 0                    | 0                    |                      |                      |
| 1985-1986  | Rivermen de Peoria     | LIH        | 34  | 15               | 26               | 41               | 15               | 11               | 5  | 4                    | 9                    | 2                    |                      |                      |
| 1985-1986  | Blues de Saint-Louis   | LNH        | 31  | 3                | 4                | 7                | 2                | -                | -  | -                    | -                    | -                    |                      |                      |
| 1986-1987  | Rivermen de Peoria     | LIH        | 81  | 29               | 41               | 70               | 10               | -                | -  | -                    | -                    | -                    |                      |                      |
| Totaux LNH | Totaux LNH             | Totaux LNH | 193 | 41               | 43               | 84               | 36               | 4                | 0  | 0                    | 0                    | 0                    |                      |                      |

### En équipe nationale
| Année | Équipe | Compétition                 |   | PJ | B | A | Pts | Pun         |  | Résultat |
| 1981  | Canada | Championnat du monde junior | 5 | 2  | 1 | 3 | 0   | 7e position |  |          |

## Trophées et honneurs personnels
- Ligue de hockey junior majeur du Québec
  - 1979 : nommé dans la 2e équipe d'étoiles
  - 1980 : nommé dans la 1re équipe d'étoiles

## Transactions
- 8 novembre 1982 : échangé aux Black Hawks de Chicago par les Flames de Calgary en retour des droits sur Carey Wilson.
- 14 septembre 1984 : signe un contrat à titre d'agent libre avec les Blues de Saint-Louis.